# John Joseph Brennan
John Joseph Brennan (* 1913; † 1976) war ein nordirischer Politiker.
1959 trat Brennan als Kandidat der Independent Labour Group für das britische House of Commons im Wahlkreis Belfast West an, wobei er 37,6 Prozent der Stimmen erhielt. 1962 kandidierte er für das Northern Ireland House of Commons, in das er 1965 als Kandidat der von ihm mitgegründeten National Democratic Party gewählt wurde. Bei der Wahl 1969 unterlag er Paddy Kennedy von der Republican Labour Party.